# Paul Louis Albert Galeron
Paul Louis Albert Galeron, cunoscut și ca Albert Galleron, (n. 1 iunie 1846 sau 1847, Paris - d. 1930, Paris) a fost un arhitect francez, cel mai bine cunoscut pentru proiectarea Ateneului Român, a cărui clădire a fost finalizată între 1886 și 1888. Arhitectul, care a excelat în realizarea de clădiri în stil neo-clasic, a mai contribuit și la realizarea unor clădiri semnificative din București, așa cum sunt clădirea veche a Bancii Națională a României, dar și a altor clădiri impunătoare realizate pentru clienți particulari, atât în Capitală cât și în alte orașe ale Regatului României.

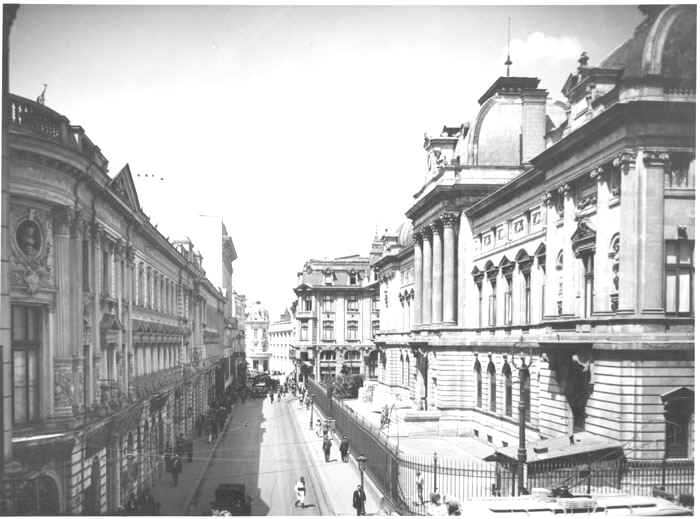
Banca națională (1920)

Proiectele arhitecturale ale lui Albert Galleron din București au constat în principal în case private, printre care se numără casa chirurgului Nicolae N. Turnescu (construită în 1893-1895), Casa Eliza Filipescu (construită în 1884 împreună cu Paul Gottereau), Casa Iacob Negruzzi (1889), Casa A. Gaillac (1891) și Casa lui C. Costescu-Comăneanu (1889). Galleron a proiectat și alte câteva clădiri în afara capitalei, cum ar fi sucursala Băncii Naționale a României din Galați și Palatul Ghika-Comănești din orașul Comănești din județul Bacău, realizat în 1885.